# 테라마사무네
테라마사무네(てれまさむね)는 NHK 센다이 방송국에서 제작되어 방송되고 있는 저녁 뉴스 정보 프로그램이다. 2003년 3월 31일, 첫방송이 시작되어 현재까지 이어지고 있다.

## 소개
NHK 종합 텔레비전에서 매주 월요일부터 금요일까지 저녁 6시 10분에 방송되며, NHK 센다이 방송국에서 제작되고 있다. 퇴근시간 센다이시를 비롯한 미야기현과 도호쿠 지방 전체의 소식을 뉴스와 정보를 전해주고 있다.

## 방송 시간
- 월 ~ 금 저녁 6시 10분 ~ 7시 (50분)